# Матчук, Виктор Иосифович
Виктор Иосифович Матчук (укр. Віктор Йосипович Матчук; род. 5 июня 1959 года, г. Ровно, Ровенская область, Украинская ССР) — украинский государственный деятель, председатель Ровненской областной государственной администрации с 18 мая 2006 года по 12 февраля 2010 года, народный депутат Верховной рады Украины VII созыва (2010—2012).

## Биография
Родился 5 июня 1959 года в городе Ровно.
В 1982 году окончил Киевский политехнический институт по специальности «инженер электронной техники», в том же институте в 1985 году окончил аспирантуру.
С марта по ноябрь 1982 года работал регулировщиком радиоаппаратуры шестого разряда на киевском заводе «Радиоприбор» имени С. П. Королева, затем с января 1983 года по январь 1986 года был младшим научным сотрудником Киевского политехнического института, будучи аспирантом там.
С марта 1986 года по август 1990 года работал начальником конструкторского бюро систем автоматизированного проектирования на Ровенском радиотехническом заводе, по совместительству с 1989 по 1990 год был преподавателем Украинского института инженеров водного хозяйства в Ровно.
С августа 1990 года по январь 1992 года был директором малого предприятия «Восток-программа» (г. Ровно), затем до июля 2001 года был директором ООО Производственно-коммерческая научно-техническая инновационная фирма «Реноме», с июля 2001 года по ноябрь 2005 года занимал должность председателя правления ЗАО «Реноме», затем с ноября 2005 года по январь 2006 года там же был председателем наблюдательного совета.
С 1998 по 2002 год был депутатом Ровненского городского совета, в котором являлся главой постоянной комиссии по вопросам бюджета и финансов, с 2001 по 2005 год был членом Народного руха Украины. С 2002 года был депутатом Ровненского областного совета от блока «Наша Украина», являлся членом комиссии по вопросам бюджета, финансов и налогов, был главой фракции блока «Наша Украина».
18 мая 2006 года указом президента Украины Виктора Ющенко назначен председателем Ровненской областной государственной администрации. С 18 октября 2006 года был председателем политсовета ровенской областной организации партии «Наша Украина».
С 16 февраля 2010 года был народным депутатом Верховной рады Украины VII созыва, избран по спискам Блока «Наша Украина — Народная самооборона» после того, как 17 декабря 2009 года умер депутат Иван Сподаренко. 2 июля 2015 года сложил полномочия народного депутата.
На местных выборах в октябре 2015 года баллотировался в депутаты Ровненского областного совета по спискам Аграрной партии Украины, избран не был.

## Семья
Женат, супруга Алла Леонидовна, дочь Оксана.